# Widzew Łódź
RTS Widzew Łódź (polsk udtale: [ˈɛr ˈtɛ ˈɛs ˈvʲidzɛf ˈwut͡ɕ]) er en polsk fodboldklub med base i Łódź. Klubben blev grundlagt i 1910. Dens officielle farver er rød og hvid, deraf kælenavnene Czerwona Armia (Den Røde Hær) og Czerwono-biało-czerwoni (Rød-hvid-rød). Klubben spiller sine kampe på sit stadion, der ligger i Łódź på 138 Marszałka Józefa Piłsudskiego Avenue. Stadionet bærer det uofficielle, men almindeligt anvendte navn "Łódź' hjerte" (på polsk Serce Łodzi).

## Historie
Klubben blev grundlagt i 1910 som Towarzystwo Miłośników Rozwoju Fizycznego Widzew (Foreningen for Fans af Fysisk Udvikling Widzew). Navnet kommer fra navnet på bydelen Widzew, mens RTS står for Arbejdernes Idrætsforening (på polsk Robotnicze Towarzystwo Sportowe). Klubben blev grundlagt af polske arbejdere og tyske industrifolk, som var ansat på tekstilfabrikken WIMA i Widzew. Oprindeligt hed klubben Widzew Association for Physical Development (på polsk: Towarzystwo Miłośników Rozwoju Fizycznego Widzew), fordi Łódź på det tidspunkt var under den russiske zars herredømme, og det var ikke tilladt at bruge tillægsordet »arbejdere« (på polsk: Robotniczy) i klubbens navn eller nogen officiel organisation. Klubbens mottoer er "Together We Create Power" (på polsk Razem Tworzymy Siłę) og "Altid i 12" (på polsk Zawsze w 12), som skal antyde, at klubbens fans er den tolvte spiller på holdet. 
Efter Første Verdenskrig genvandt Polen sin uafhængighed, og klubben blev reaktiveret i 1922 som Robotnicze Towarzystwo Sportowe Widzew Łódź (Arbejdernes Idrætsforening Widzew Łódź).
Under Anden Verdenskrig var tre førkrigsspillere fra Widzew Łódź, Joachim Schreer, Mirosław Wągrowski og Aleksander Żadziłko, blandt de polakker, der blev myrdet af russerne i den store Katyn-massakre i april-maj 1940
Widzew har vundet fire polske mesterskaber, i 1980-81, 1981-82, 1995-96 og 1996-97. Klubben vandt det polske vicemesterskab syv gange (1977, 1979, 1980, 1983, 1984, 1995, 1999) og den polske mesterskabsbronzemedalje tre gange (1985, 1986, 1992). I 1985 vandt han den polske pokal, og i 1996 den polske supercup i fodbold. Widzew vandt også den polske arbejderklubs mesterskab i 1932.
Efter at have vundet back-to-back-mesterskaber i 1980-81 og 1981-82 genvandt Widzew ligakronen 14 år senere efter en rekordsæson igen. I den succesfulde 1995-96-sæson lukkede Widzew kun 22 mål ind i 34 kampe, hvilket var færrest af alle hold i ligaen. De var også dygtige i angrebet, hvor de scorede 84 mål og sikrede sig 88 point i løbet af sæsonen. Til dels takket være deres målmand Andrzej Woźniaks store præstation forblev holdet ubesejret i hele sæsonen. Den sæson spillede Widzew også i gruppespillet i Champions League efter at have slået den danske mester Brøndby IF i kvalifikationen.
I den følgende sæson 1996-97 havde holdet endnu en stor sæson. For anden gang i klubbens historie sikrede de sig to mesterskaber i træk, idet de scorede 74 mål i løbet af sæsonen og kun indkasserede 21.
De har deltaget i 117 kampe i europæiske pokalturneringer, hvoraf de har vundet 42. Widzew slog de europæiske giganter Manchester United ud af UEFA Cuppen i 1980-81, men deres største bedrift var at nå semifinalen i Europa Cuppen i 1982-83, hvor de eliminerede de daværende tredobbelte vindere Liverpool undervejs.

## Titler
- Polske mesterskab (4): 1981, 1982, 1996, 1997
- Polske pokalturnering (1): 1985

## Kendte spillere
- Zbigniew Boniek
- Arek Onyszko
- Włodzimierz Smolarek